# Dạ khúc (Schubert)

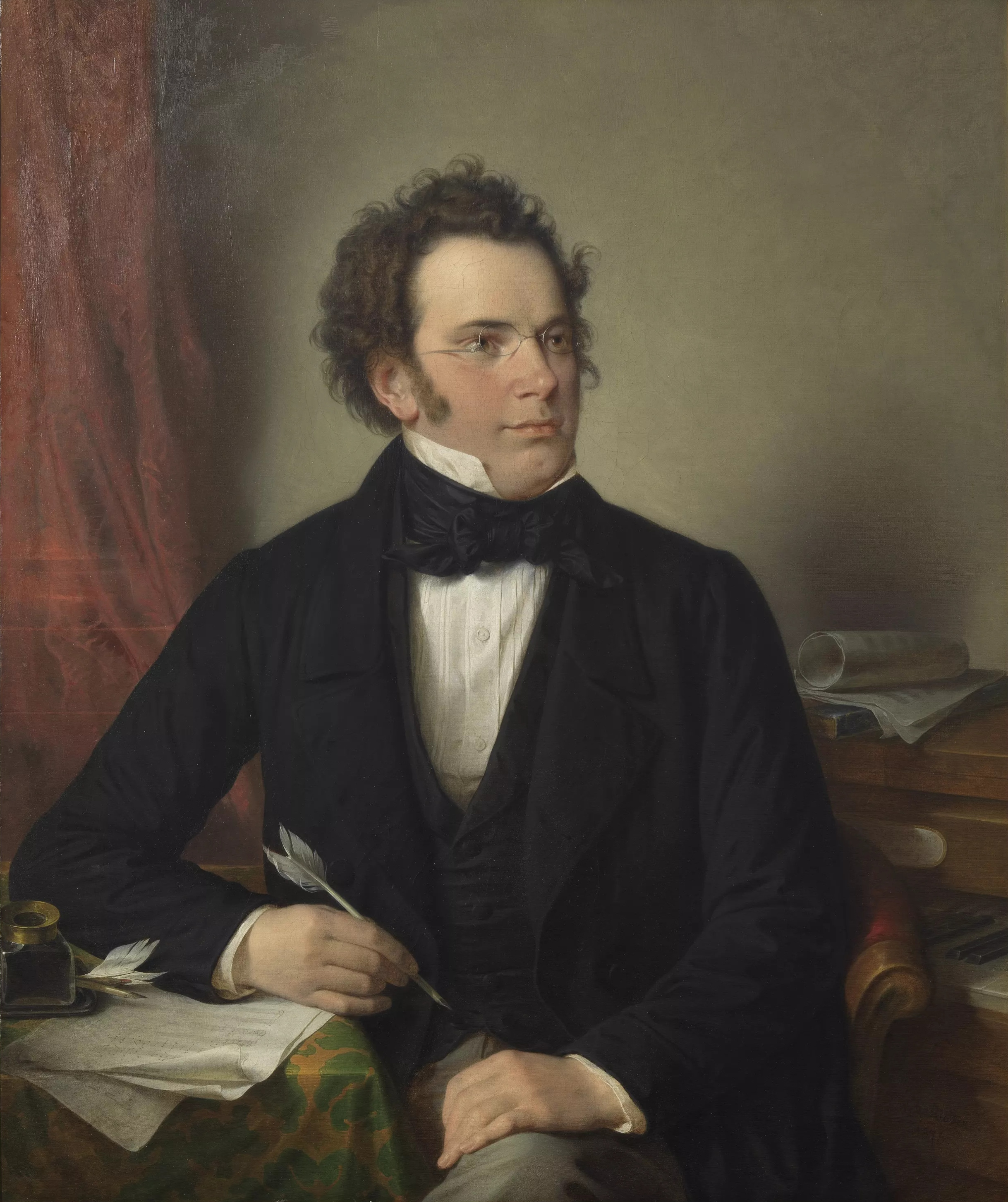
Franz Schubert

Bản Serenade (tiếng Đức: Ständchen) là nhạc khúc thứ tư trong quyển 1 của bộ Schwanengesang (Bài ca thiên nga) của Franz Schubert. Tuyển tập bài hát này được tìm thấy sau khi tác giả đã qua đời. Chiếu theo danh sách tác phẩm của nhà soạn nhạc thì bản nhạc này mang số thứ tự D 957. Franz Liszt là người sau này đã chuyển toàn tác phẩm trong tập Schwanengesang để độc tấu piano. Ludwig Rellstab là người soạn lời.
Tiếng Việt dịch Serenade là Dạ khúc hay Khúc ban chiều.

## Hoàn cảnh sáng tác
Bài "Dạ khúc" bất hủ mà Franz Schubert sáng tác là để tặng sinh nhật cho một thiếu nữ mà ông thầm yêu trộm nhớ. Ở châu Âu ngay từ thời trung cổ các chàng trai thường có lối tỏ tình bằng cách mượn âm nhạc, ban đêm đến đứng dưới cửa lầu "người đẹp" tự thể hiện bằng tiếng đàn và giọng hát của chính mình. Những bài nhạc lãng mạn này gọi là "serenade". Serenade thời Trung cổ và Phục hưng được biểu diễn không theo một hình thức đặc biệt nào, ngoại trừ nó được một người hát tự đệm bằng nhạc cụ có thể mang theo được như guitar, mandolin)...
Để làm cho nàng bất ngờ, Schubert nhờ một bạn thân là ca sĩ, trình bày ngay dưới cửa sổ nhà nàng. Tối đó, người ta bí mật khiêng cây đàn piano vào trong vườn, tất cả đã sẵn sàng cho buổi biểu diễn lãng mạn và độc đáo. Thế nhưng, Schubert lại quên không đến. Trớ trêu thay, cô gái lại đem lòng yêu chính chàng ca sĩ, chứ không dành trái tim cho Schubert.

## Lời bài hát

### Lời gốc tiếng Đức
Leise flehen meine Lieder
Durch die Nacht zu dir;
In den stillen Hain hernieder,
Liebchen, komm zu mir!
Flüsternd schlanke Wipfel rauschen
In des Mondes Licht;
Des Verräters feindlich Lauschen
Fürchte, Holde, nicht.
Hörst die Nachtigallen schlagen?
Ach! sie flehen dich,
Mit der Töne süßen Klagen
Flehen sie für mich.
Sie verstehn des Busens Sehnen,
Kennen Liebesschmerz,
Rühren mit den Silbertönen
Jedes weiche Herz.
Laß auch dir die Brust bewegen,
Liebchen, höre mich!
Bebend harr' ich dir entgegen!
Komm, beglücke mich!
(Dịch ý: 'Đêm khuya vẳng tiếng Anh hát thầm thì, dưới chòm cây tĩnh lặng. Đến đây hỡi người! Gió đùa lá xào xạc dưới trăng; đừng sợ chi kẻ phản trắc rình rập đâu đó. Em nghe chăng tiếng họa mi vang rền. Chúng gọi em đấy, chúng chuyển lời của anh cho em, vì chúng hiểu nỗi khắc khoải con tim, nỗi đau tình si. Giọng hót vang của chúng làm mỗi trái tim nồng nàn bớt thổn thức. Người yêu hỡi, em hãy để cho tiếng chim ca trong tim... Anh đang run rẫy, bồi hồi chờ em nơi đây. Đến đây chúc mừng anh!))chim sơn ca chỉ hót ban ngày, chỉ họa mi mới hót ban đêm, sơn ca hót vang lừng khi đang bay, họa mi hót vang cả cánh rừng (độc thung)

### Lời Việt (Phạm Duy)
Bản
Đợi chờ em, trong màn đêm quạnh vắng. Muôn tiếng thanh âm cung đàn ngân...
Mượn làn gió, mang về bên lầu vắng... Nơi xa, réo rắt câu tình ca
Hòa trong tiếng chim muông đang thầm thì... Chim còn ríu rít đê mê
Như lời anh nói thầm thì
Và bên ấy... Vang trong đêm vọng về, bao lời đắm đuối say mê
Của người tha thiết tình si...
Xào xạc tiếng gió lùa trên cành lá. Gió hát như tim anh rộn vang
Thì xin làn gió nhắn gửi tâm sự đến nơi xa. Em hay chăng tình ta?
Và khi vẵng nghe chim muông rộn ràng, nghe lời gió hát mênh mang
Đấy lời anh tiếng than van.
Đừng e ấp, nói với nhau bao lời... Tim nồng chan chứa hân hoan
Yêu người mãi với thời gian
Lòng này muôn muôn kiếp sẽ yêu người... Thề nguyền mãi không rời....
Nhé... khi đã yêu ai rồi yêu suốt đời...
Nơi này anh vẫn mong chờ... Mong chờ em mãi, người ơi!